# Куинлан, Кэтлин
Кэтлин Дениз Куинлан (англ. Kathleen Denise Quinlan, род. 19 ноября 1954) — американская актриса. Номинантка на премию «Оскар».

## Биография
Кэтлин Куинлан увлеклась актёрской игрой в школьные годы, выступая в школьном театральном кружке. Её кинодебют состоялся в 1972 году в подростковой комедии Джорджа Лукаса «Американские граффити», его своеобразном ностальгическом взгляде на начало 1960-х. Далее Куинлан много снималась на телевидении, а также появлялась на большом экране, снявшись в таких фильмах, как «Аэропорт ’77» (1977), «Я никогда не обещала вам розового сада» (1977), за роль в котором она была номинирована на «Золотой глобус», «Сумеречная зона» (1983), «Сердце Клары» (1988), «Дорз» (1991) и других менее известных кинокартинах.
Большим успехом в её кинокарьера стала роль Мэрилин Ловелл, жены космонавта Джеймса Ловелла, в драме Рона Ховарда «Аполлон-13» (1995), за которую актриса во второй раз была выдвинута на «Золотой глобус», а также получила номинацию на премию Американской киноакадемии в категории лучшая актриса второго плана. В 2000-х Куинлан снялась в фильмах «У холмов есть глаза» (2006), «Измена» (2007), «Друг невесты» (2008) и в сериалах «Доктор Хаус», «Побег», «Хор».
С 1994 года Кэтлин Куинлан замужем за актёром Брюсом Эбботом, от которого родила двоих детей.

## Избранная фильмография
| Год  |   | Русское название | Оригинальное название | Роль         |
| ---- | - | ---------------- | --------------------- | ------------ |
| 2006 | с | Доктор Хаус      | House                 | Арлин МакНил |